# Несквегоніт
Несквегоніт (рос. несквегонит; англ. nesquehonite; нім. Nesquehonit m) — мінерал, триводний карбонат магнію.

## Загальний опис
Хімічна формула:
1. За Є. Лазаренком: Mg[СО3]•3H2O.
2. За «Fleischer's Glossary» (2004): Mg(HCO3)(OH)•2H2O. Містить (%): MgO — 29,14; CO2 — 31,80; H2O — 39,06.
Сингонія моноклінна, призматичний вид.
Утворює радіальні зростки голчастих кристалів, а також променисті, шкаралупчасті агрегати.
Спайність досконала.
Густина 1,85.
Твердість 3,0.
Безбарвний до білого, прозорий до напівпрозорого.
Блиск скляний, жирнуватий, злам занозистий до волокнистого.
Зустрічається у вугільних шахтах, а також в серпентинітах як продукт дегідратації лансфордиту.
За назвою родовища Несквегонінг (штат Пенсільванія, США), F.A.Genth, S.L.Penfield, 1890.